# Jardin du Ranelagh
Der Jardin du Ranelagh ist eine Grünanlage im 16. Arrondissement von Paris.

## Lage

Plan des Gartens

Der Park in Form eines Dreiecks im Osten von Paris trennt ein Botschafterviertel vom Bois de Boulogne. Die Spitze und damit der Eingang liegt beim Gare de la Muette an der Straßenkreuzung Chaussée de la Muette – Rue Largillière.

## Namensursprung
Der Park wurde nach Richard Jones, 1. Graf von Ranelagh, Politiker und irländischer Diplomat. 

## Geschichte
Es handelt sich um einen englischen Landschaftsgarten, der 1860 vom Architekten Adolphe Alphand, dem wichtigsten Gestalter von Parks und Baumanlagen in der Zeit der Hausmannschen Umgestaltung von Paris im 2. Kaiserreich. Er verdankt seinen Namen einem Ball, der fast ein Jahrhundert zuvor in den Gärten des benachbarten Château de la Muette, die damals ausgedehnter als heute waren, initiiert wurde; der Eintritt betrug 24 sous.

### Bal du Ranelagh
Das «petit Ranelagh» ist eine Begegnungsstätte, die Ende des XVII. Jahrhunderts in Mode war. Es begann am 25. Juli 1774 im Garten von Schloss La Muette, damals noch ein Vorort von Paris, denn Passy war noch nicht eingemeindet. Sein Erfinder ist Morissan, ein Wächter an der Barrière de Passy.
Morissan erhielt von Marschall de Soubise die Erlaubnis, das Land, das damals dem Tanzen gewidmet war, in den Gärten des Schlosses einzufrieden und dort ein Café und ein Restaurant einzurichten, in Anlehnung an die Gärten, die Lord Ranelagh auf seinem Grundstück in Chelsea angelegt hatte: Ranelagh Gardens, geöffnet seit 1742. 

Ranelagh Gardens bei Chelsea, London
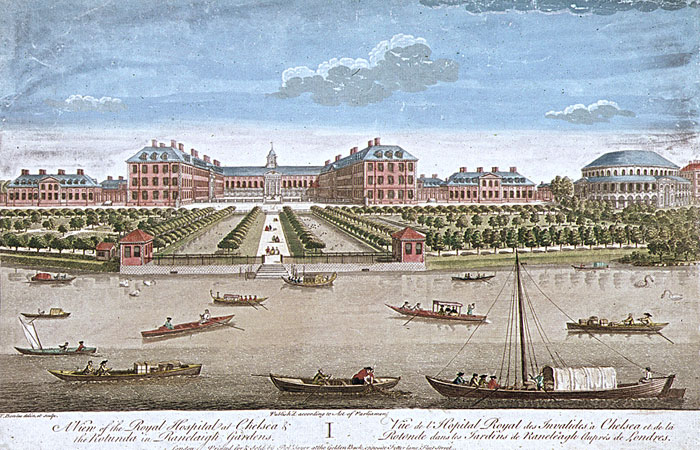
Blick auf das Royal Hospital of the Invalides in Chelsea und die Rotunde in Ranelagh Gardens (1749)
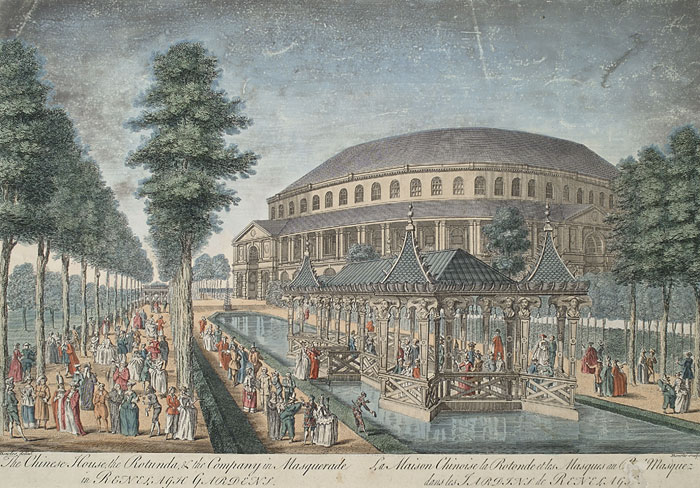
Chinesisches Haus, Rotunde und Maskierte in Ranelagh Gardens (1754)
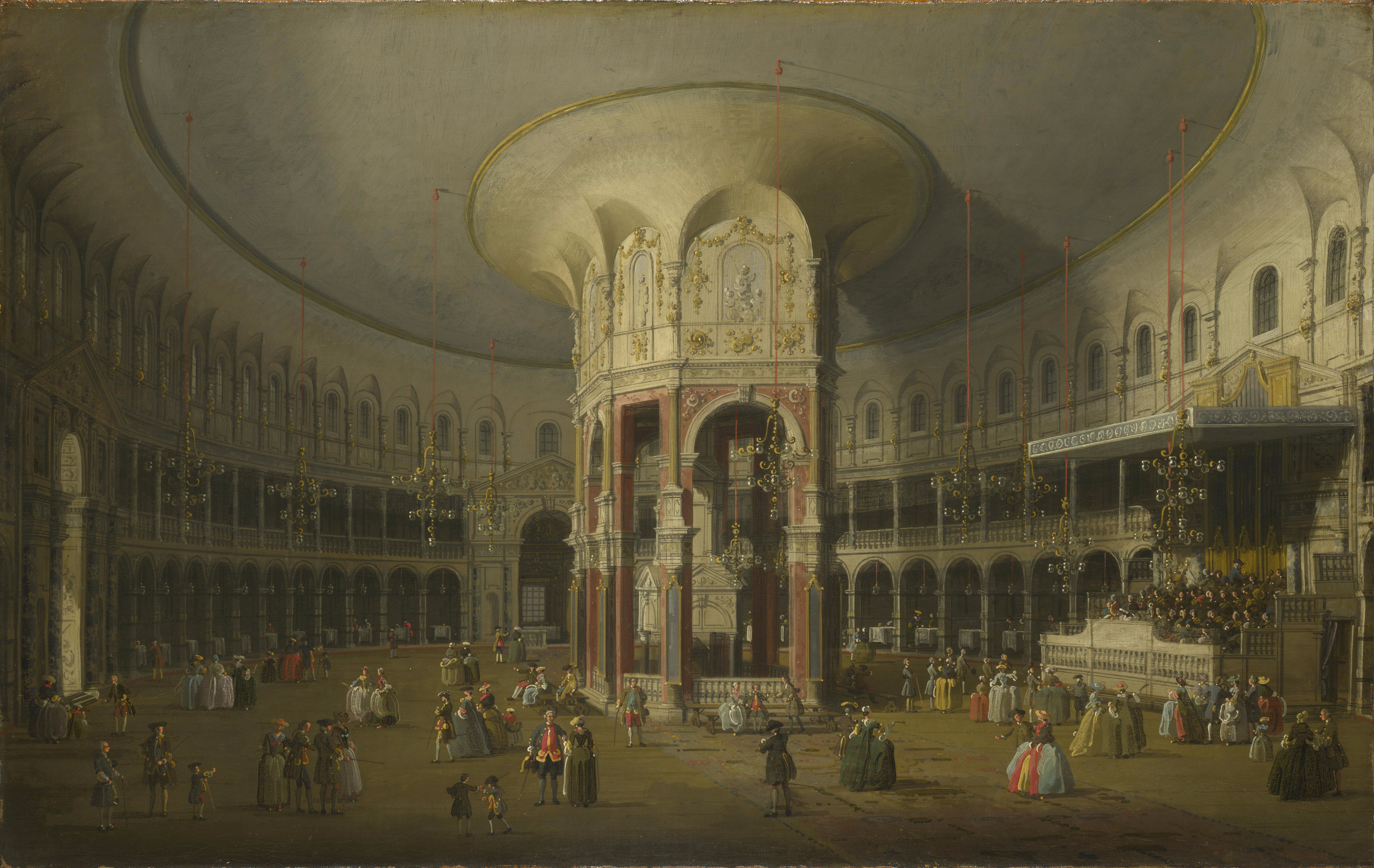
Rotunde in Ranelagh Gardens, gemalt von Canaletto (1754)

Während der Französischen Revolution wurde der Park zu einem Mekka der Dandy-Kultur und der Konterrevolution, nachdem dort am 20. Juni 1790 während eines Banketts, an dem Danton und Robespierre teilnahmen, der erste Jahrestag des Ballhausschwurs gefeiert wurde. Der Zuspruch hielt auch in den Zeiten des Französischen Konsulats und des Ersten Kaiserreichs an.
Das Ballhaus wurde während der Besetzung von Paris 1814–1815 von russischen Abteilungen beschlagnahmt. Der Ballsaal wurde in einen Stall und dann in ein Krankenhaus umgewandelt.
1818 ließ ein Hurrikan die Ballsaalgebäude einstürzen. Der Ort hatte in den 1830er Jahren wieder Zulauf, wobei die Exklusivität der vergangenen Jahre nicht mehr erreicht wurde.

## Besonderheiten
- Sein Puppentheater ist beliebt.
- Am westlichen Rand befindet sich das Musée Marmottan Monet.
- Die Straßen, die unmittelbar an den Garten angrenzen, sind auch dafür bekannt, die größte Konzentration von Botschaften und internationalen Institutionen in Paris zu haben, was ihn zu einem Ort macht, der von Diplomaten frequentiert wird.

### Film, der hier gedreht wurde
- Das schöne Mädchen von Christophe Honoré, mit Léa Seydoux in der Titelrolle (2008). Eine Szene zeigt eine Passage bis zum Bois de Boulogne, zur Melodie Das Wohltemperierte Klavier von Bach (BWV847)[3].

### Statuen
In dem Garten gibt es fünf Statuen aus Marmor, von denen die ältesten der Caïn von Joseph-Michel Caillé (1871), der Pêcheur ramenant dans ses filets la tête d'Orphée (1882) von Léon-Eugène Longepied, die Méditation par Tony Noël (1882) und die Vision du poète (1902), ein Hochrelief von Georges Bareau, zu Ehren von Victor Hugo sind.

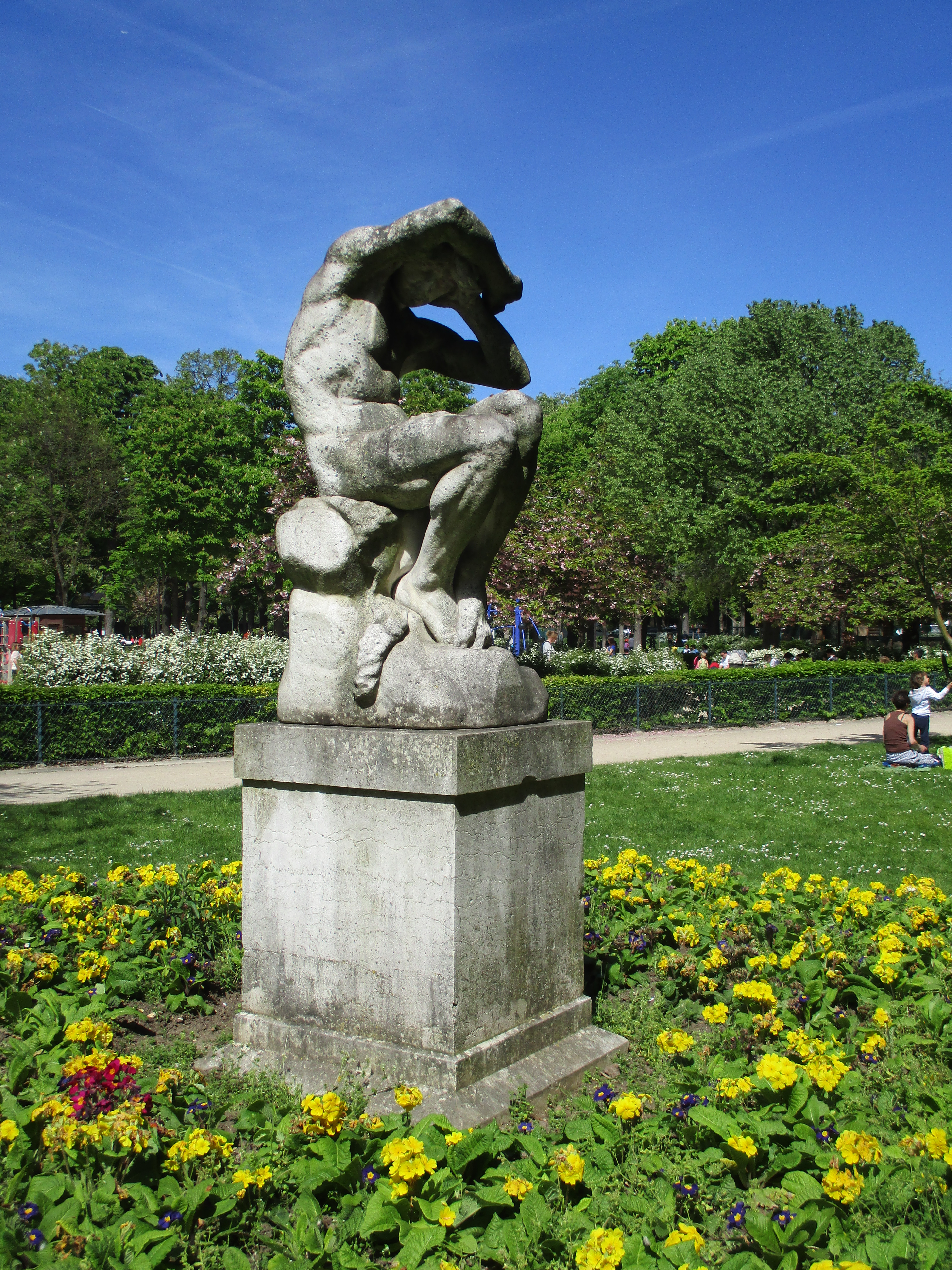
Caïn von Joseph-Michel Caillé (1871).
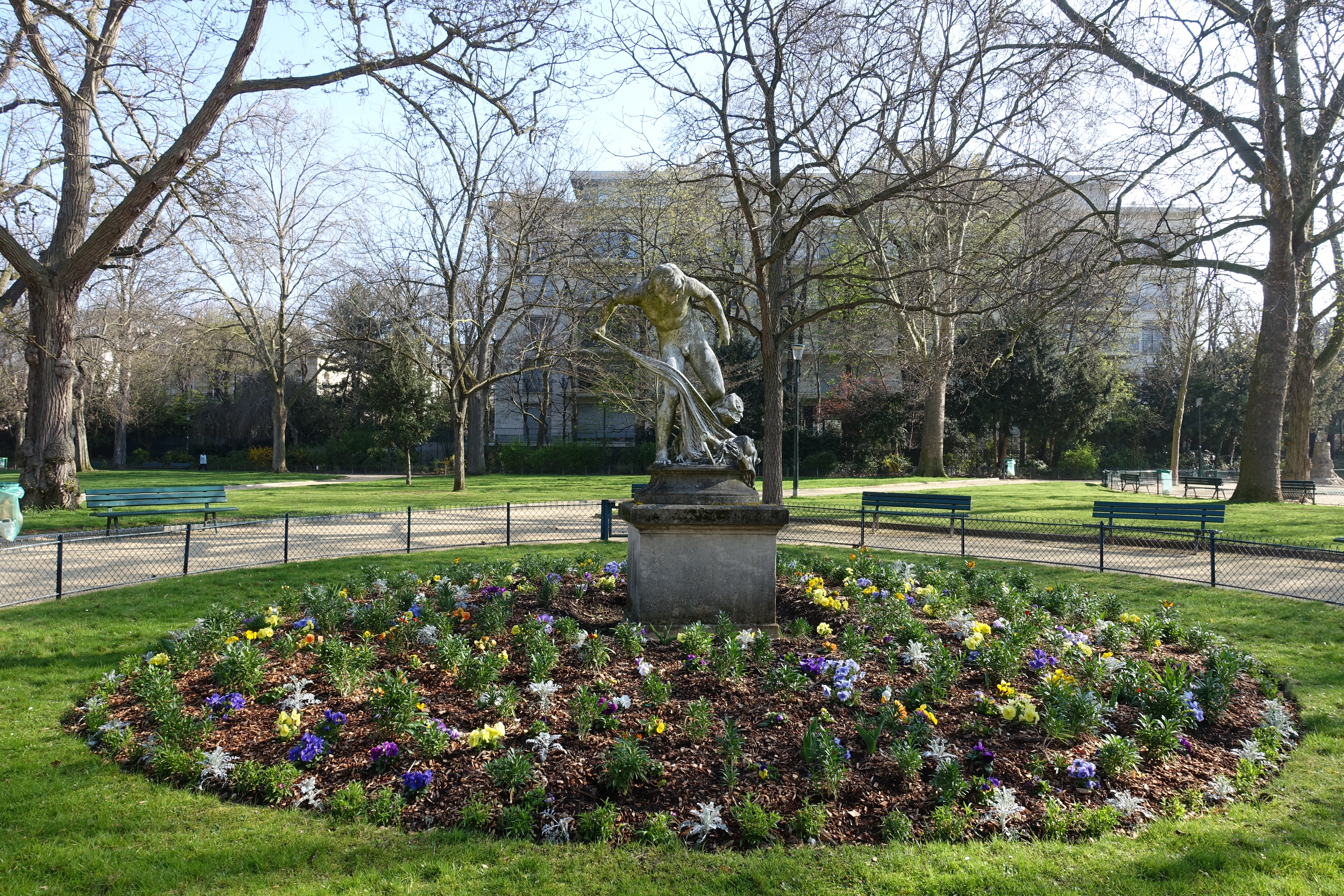
Anlage rund um den Fischer, der den Kopf des Orpheus in seine Netze bringt (1882), von Léon-Eugène Longepied.
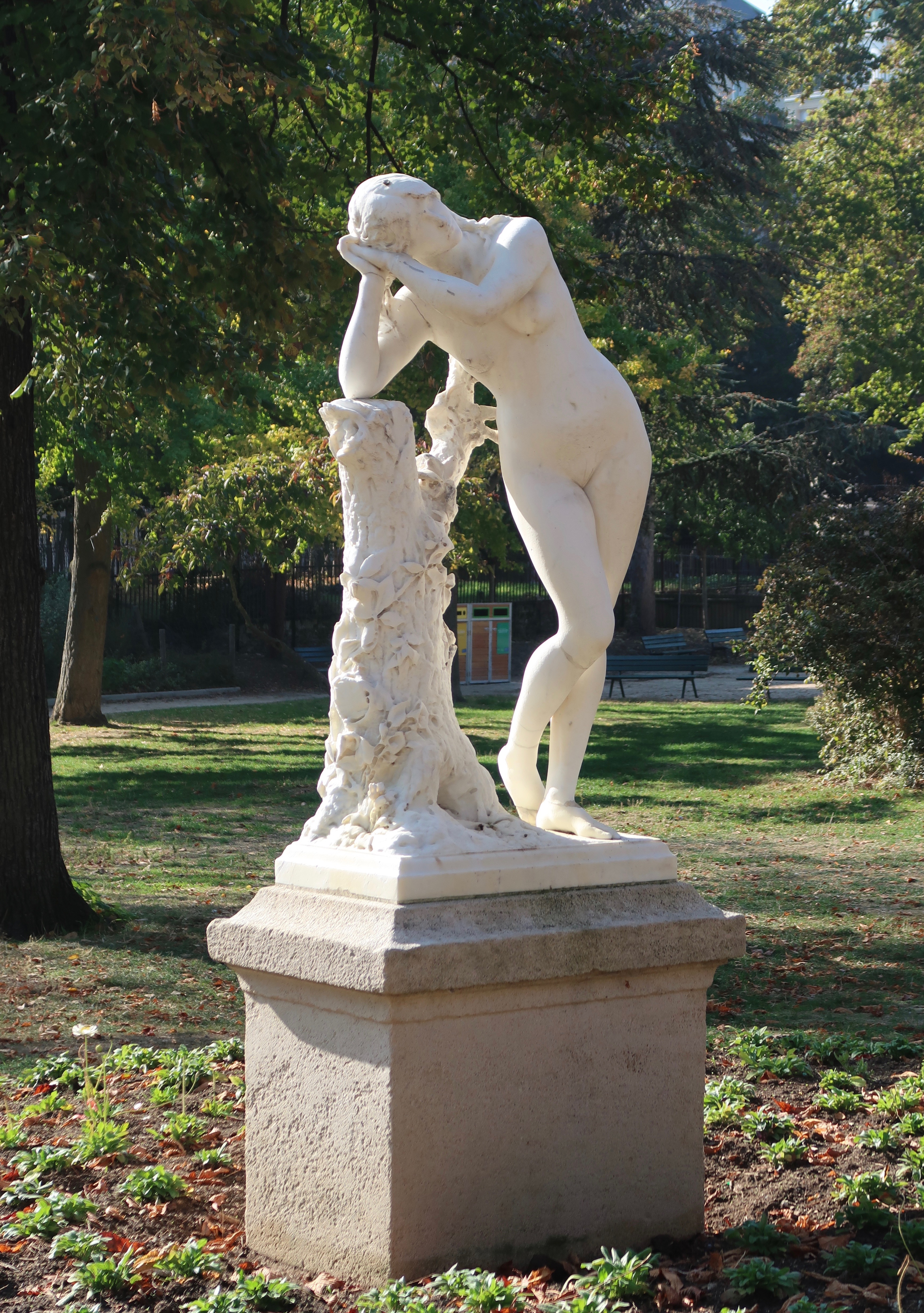
Méditation von Tony Noël (1882).
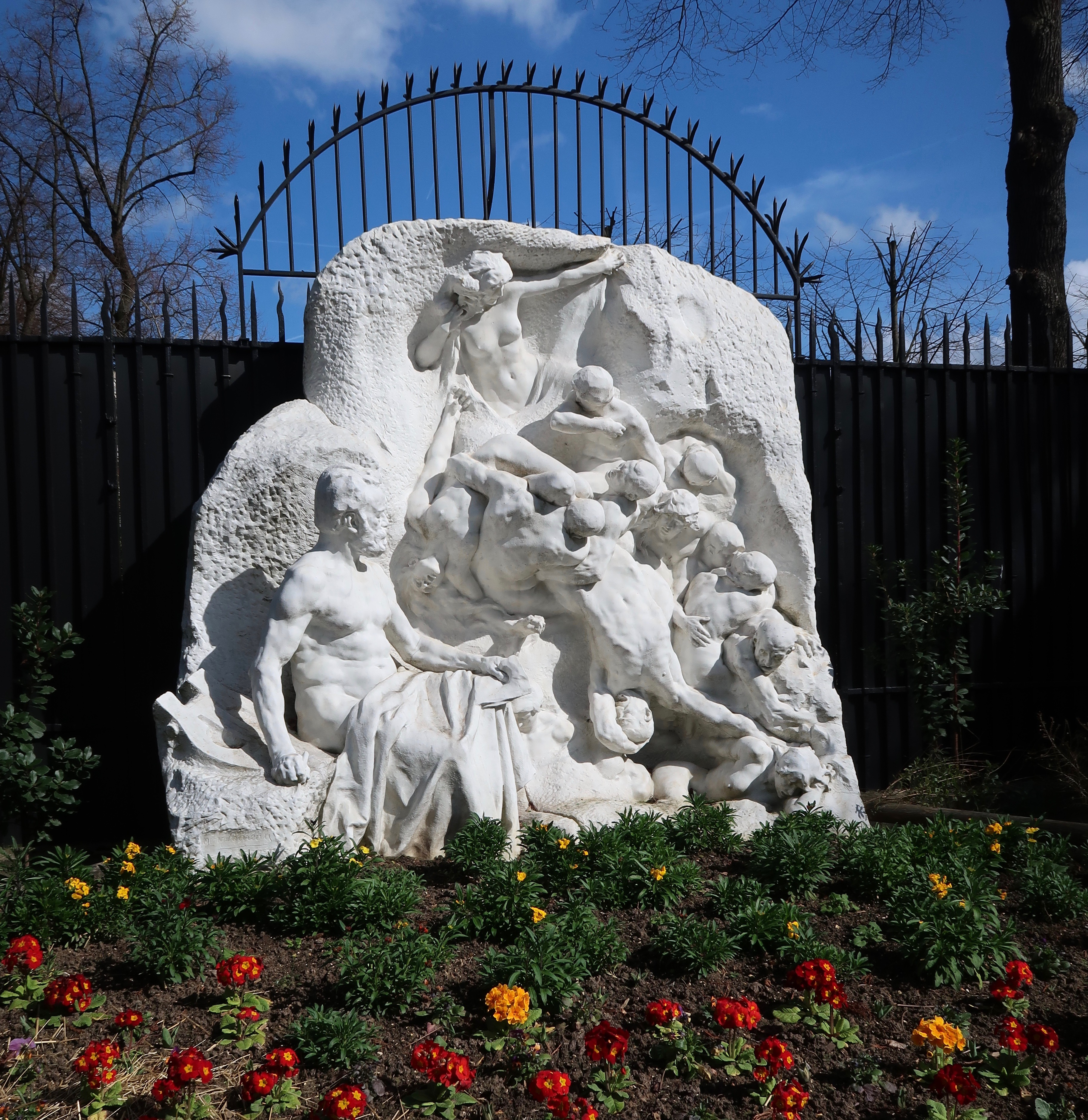
Vision du poète von Georges Bareau (1902).

### Anmerkung
1. ↑  In dem Viertel zwischen der Avenue Raphaël und der Avenue du Maréchal Maunoury gibt es mehrere Botschaften.
2. ↑  Es handelt sich um eine Zollstation an der Mauer der Generalpächter.
3. ↑  Die Statue wurde 1902 von der Stadt Paris zum 100. Geburtstag des Schriftstellers in Auftrag gegeben und 1985 im Jardin du Ranelagh aufgestellt. Ein anderes Standbild des Schriftstellers Victor Hugo und der Musen von Auguste Rodin steht an der Kreuzung der Avenue Victor Hugo (wo er lebte) und Avenue Henri Martin.